# マルタイ
株式会社マルタイ（英: MARUTAI CO.,LTD.）は、福岡県福岡市西区に本社を置く、主にインスタントラーメンを中心とする食品加工会社である。「味のマルタイ」の商標名でその名を知られる。福岡証券取引所単独上場銘柄である。社名の由来は創業者の藤田泰一郎（ふじた たいいちろう）から「泰」を丸で囲み「マルタイ」とした。

## 概要
インスタントラーメン、カップ麺などの製造販売をおこなっている。看板商品の「即席マルタイラーメン」（レギュラータイプ）は棒状タイプ（乾麺）のインスタントラーメンでは発売から60年もの歴史を持つロングセラー商品である。九州を中心に西日本で高いシェアを誇り、首都圏でも販売されている。また1979年に発売された「長崎皿うどん」などの揚げ焼そばシリーズも、現在では同社を代表する商品の一つとなっており、近年では期間限定の半生めんなども販売されている。袋麺（屋台ラーメンなど）やカップ麺（長崎ちゃんぽんなど）の製造は、2013年までにサンヨー食品（太平食品工業九州工場）に委託しており、現在は棒ラーメンと皿うどんの製造事業に集中している。一般社団法人日本即席食品工業協会に加盟している。

## 事業所

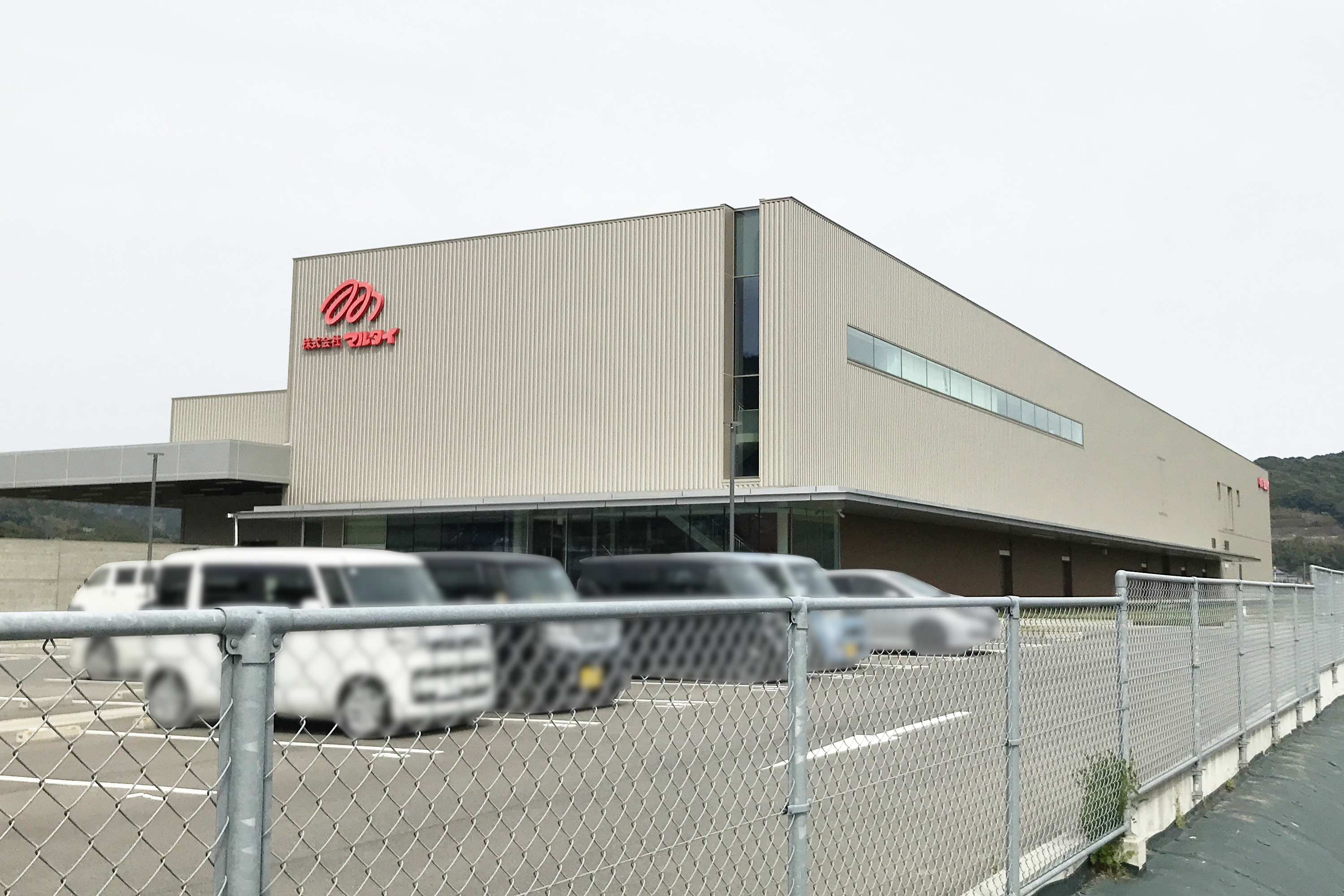
佐賀工場

- 本社・福岡工場・福岡営業所 - 福岡市西区今宿青木1042-1
- 佐賀工場 - 佐賀県唐津市石志4100-1
- 北波多工場 - 佐賀県唐津市北波多田中91
- 広島営業所 - 広島市佐伯区楽々園3-5-28-104
- 大阪営業所 - 大阪市淀川区宮原5-1-18-808
- 名古屋営業所 - 名古屋市名東区名東本通4-45-7C
- 東京営業所 - 東京都千代田区神田多町2-11-4F

## 沿革
- 1947年（昭和22年）5月 - 藤田泰一郎が福岡市高砂町（現：中央区高砂）で「泰明堂」として創業。製麺業を始める。
- 1959年（昭和34年）11月 - 棒状のインスタントラーメン（棒ラーメン）「即席マルタイラーメン」を発売。
- 1960年（昭和35年）
  - 6月 - 法人組織に改組。株式会社泰明堂となる。
  - 9月 - 福岡市西区周船寺に工場を新設。
- 1961年（昭和36年）2月 - 東京営業所開設。
- 1962年（昭和37年）8月 - 大阪営業所開設。
- 1963年（昭和38年）
  - 3月 - 広島営業所開設。
  - 12月 - 販売部門を株式会社マルタイに分離。
- 1964年（昭和39年）5月 - 油揚げ麺（袋麺）の生産開始。
- 1965年（昭和40年）
  - 1月 - 製造部門の子会社として、株式会社佐賀泰明堂を設立。
  - 11月 - 福岡工場、日本農林規格（JAS）認定工場となる。
- 1966年（昭和41年）
  - 1月 - 佐賀県東松浦郡北波多村（現：唐津市）に佐賀工場竣工。
  - 9月 - 佐賀工場、日本農林規格（JAS）認定工場となる。
- 1969年（昭和44年）8月 - 九州とんこつラーメンのインスタント化第一号商品「屋台ラーメン」発売。
- 1975年（昭和50年）
  - 2月 - 株式会社泰明堂が株式会社佐賀泰明堂を合併。
  - 8月 - カップ麺の生産開始。
- 1976年（昭和51年）7月31日 - 株式会社マルタイと株式会社泰明堂が合併、マルタイ泰明堂株式会社となる。（存続会社はマルタイ）
- 1976年（昭和51年）9月 - 「長崎ちゃんぽん」を業界で初めてカップ麺で発売。
- 1979年（昭和54年）7月 - 油揚げ焼そば「長崎皿うどん」を発売。
- 1980年（昭和55年）5月 - 本社を福岡市西区周船寺に移転。
- 1983年（昭和58年）
  - 3月 - 半生めん工場を竣工。
  - 6月 - 鹿児島出張所開設。
- 1985年（昭和60年）8月 - 佐賀工場に最新鋭の製めんライン完成。
- 1988年（昭和63年）8月 - 周船寺社屋落成。
- 1990年（平成2年）12月 - 株式会社マルタイに商号変更。同時にCI導入。
- 1995年（平成7年）9月29日 - 株式を福岡証券取引所に上場。
- 2000年（平成12年）11月 - 「20世紀食品産業発展賞」を受賞。
- 2005年（平成17年）8月 - 通信販売を開始。
- 2007年（平成19年）
  - 2月 - 第三者割当増資により、西部ガス株式会社の関連会社となる。
  - 11月 - 東京営業所を埼玉県朝霞市から東京都千代田区に移転。
- 2009年（平成21年）10月 - サンヨー食品株式会社との資本・業務提携を発表。
- 2009年（平成21年）11月 - 「即席マルタイラーメン」発売50周年。
- 2010年（平成22年）9月 - サンヨー食品九州工場（福岡県飯塚市）に於いてマルタイが販売する袋麺（長崎皿うどんを除く）の委託生産を開始。
- 2012年（平成24年）
  - 7月 - サンヨー食品へカップ麺の生産を委託。
  - 11月 - 本社を福岡市西区今宿青木へ移転。
- 2013年（平成25年）
  - 1月 - 福岡工場・福岡営業所を福岡市西区今宿青木に移転。
  - 5月 - 「マルタイラーメン楽天市場店」開店。

## 商品

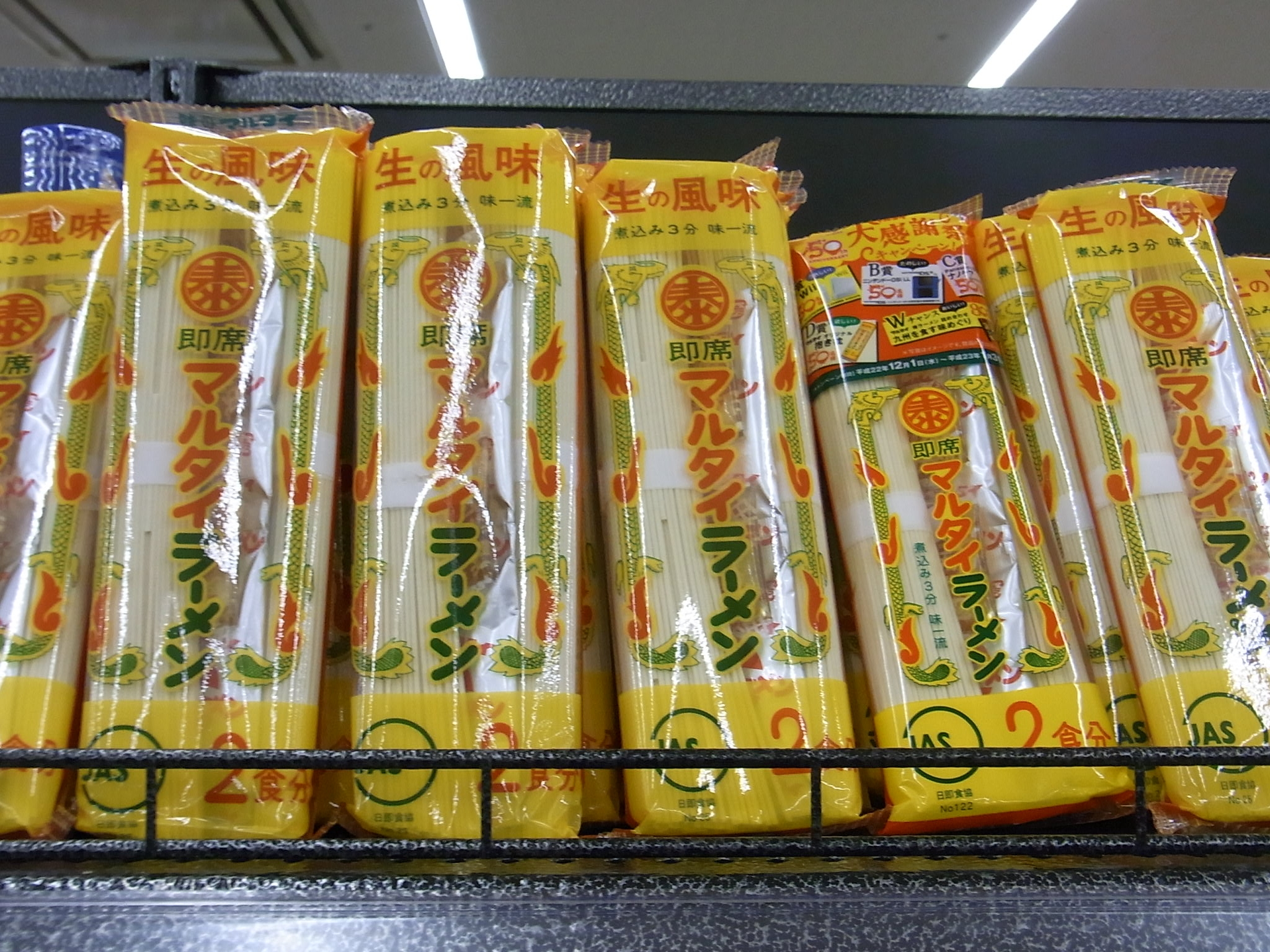
マルタイラーメン

棒ラーメン
- 即席マルタイラーメン
- 屋台とんこつ味棒ラーメン
- ごましょうゆ味棒ラーメン
- 醤油とんこつ棒ラーメン
- 辛子高菜風味棒ラーメン
- 博多とんこつラーメン
- 熊本黒マー油とんこつラーメン
- 鹿児島黒豚とんこつラーメン
- 長崎あごだし入り醤油ラーメン
- 宮崎辛麺風ラーメン
- 佐賀牛塩ラーメン
- 大分鶏白湯ラーメン
- 久留米濃厚とんこつラーメン

皿うどん
- 長崎皿うどん
- 皿うどん香ばし醤油味
- 長崎皿うどんオイスターソース味
- 太麺皿うどん
- サクッと皿うどん
- 皿うどん白湯風味
- 皿うどん醤油風味
- 四海樓監修長崎皿うどん
- 四海樓監修太麺長崎皿うどん
- 四海樓やわらか太麺長崎皿うどん
- パリパリサラダ麺
- 野菜宣言サラダ麺チキン風味
- やさしいおからサラダ麺
- 野菜宣言おからサラダ麺チキン風味

カップめん
- 長崎ちゃんぽん
- 九州産高菜ラーメンとんこつ味
- 博多長浜ラーメンカップ
- カップ・マルタイラーメン醤油味
- 博多焼豚ラーメン
- カップ・マルタイ焼きそば
- 味よか隊とんこつラーメン博多
- 味よか隊とんこつラーメン熊本
- 味よか隊とんこつラーメン鹿児島
- 味よか隊鶏白湯ラーメン大分
- 縦型ちゃんぽん
- 縦型高菜ラーメン
- 縦型マルタイラーメン
- 縦型博多ごぼう天うどん
- 元祖長浜屋協力豚骨ラーメン
- 元祖泡系一幸舎監修豚骨ラーメン
- 長崎亭監修ちゃんぽん

袋めん
- 屋台ラーメンとんこつ味5食入パック
- ラーメン「これだ」5食入パック
- 袋・マルタイラーメン5食入パック
- 袋元祖長浜屋協力 豚骨ラーメン5食
- 袋・一幸舎監修豚骨ラーメン5食

その他
- カップしるこ

## 広報活動

### 提供番組
- 菅田将暉のオールナイトニッポン（ニッポン放送） - 2017年7月からスポンサーとなる。

### CMタレント
- 月の家圓鏡 - 1970年頃 5秒CM。
- ツービート - 1980年頃、「とん珍めん」のCMに出演。
- 久保ミツロウ - 2017年に広告イラストを担当。
- 波田陽区 - 2018年からCMキャラクターを担当。

### コラボレーション
- JR東海 - 保線機械の一種「マルチプルタイタンパー」の略称「マルタイ」繋がりで「マルチプルタイタンパーラーメン」というコラボレーション企画を開催[3]。

### ネーミングライツ
- 福岡PayPayドームのファウルポール - 2022年シーズンに福岡ソフトバンクホークスの本拠地であるPayPayドームの両翼にある「ファウルポール」のネーミングライツ契約を締結し「マルタイ棒ラーメンポール」と命名[4]。ホークスの主催する公式戦でポールに打球を当てた選手には棒ラーメン1年分が贈呈される[5]。同年4月27日の対埼玉西武ライオンズ戦の8回に社長の見藤史朗が観戦している中、ライト側ポール直撃のソロ本塁打を打った中村晃が贈呈第1号となった[6]。